# Mum (film)
|  | Denne artikel er oprettet af botten Steenthbot ud fra en ekstern database. Den kan derfor have sproglige fejl eller mangler. Denne skabelon kan fjernes efter kontrol af indholdet. |

Mum er en dansk kortfilm fra 2006 instrueret af Mads Matthiesen efter eget manuskript.

## Handling
Den autistiske Markus og hans udviklingshæmmede
kæreste Una mister en dag deres højt elskede kat
Mum. Una bliver ramt af dyb sorg og Markus må ty til
ekstremer for at gøre hende glad igen.

## Medvirkende
- Mads Riisom
- Ditte Marie Nielsen